# Подгородинский, Глеб Валерьевич
Глеб Валерьевич Подгородинский (род. 3 апреля 1972, Москва) — российский актёр театра и кино. Народный артист Российской Федерации (2022). Лауреат Государственной премии России (2003).

## Биография
Глеб Подгородинский родился в Москве 3 апреля 1972 года в семье театроведа Валерия Подгородинского.
Впервые Глеб Подгородинский вышел на театральную сцену ещё в детстве, когда занимался в Театре юного москвича при Дворце пионеров на Ленинских горах.
В 1989 году поступил в Высшее театральное училище имени М. С. Щепкина на курс В. А. Сафронова. По окончании училища в 1993 году был принят в труппу Государственного академического Малого театра.
С 17 марта 2008 года Глеб Подгородинский входит в состав Совета при Президенте Российской Федерации по культуре и искусству.
Сын Егор Подгородинский (род. 1999) также стал актёром.
В 2023 году набрал свою первую актерскую мастерскую в Щепкинском училище.

## Признание и награды
- Народный артист Российской Федерации (1 апреля 2022 года) — за большие заслуги в развитии театрального и кинематографического искусства[3]
- Заслуженный артист Российской Федерации (1 августа 2005 года) — за заслуги в области искусства[4]
- Дипломант Всероссийского фестиваля по произведениям Достоевского в Старой Руссе (1994)
- Лауреат и дипломант фестивалей в Пскове, Санкт-Петербурге, Перми, обладатель Хрустального Цилиндра — за лучшую актёрскую работу по произведениям А.Пушкина на телевидении (1999)
- Лауреат литературно-театральной премии «Хрустальная роза Виктора Розова» за роль Чацкого в спектакле «Горе от ума» (2001)
- Лауреат Государственной премии РФ в области литературы и искусства за спектакль Малого театра «Правда — хорошо, а счастье лучше» (2003)
- Лауреат премии города Москвы в области литературы и искусства (2021) — за исполнение главных ролей в спектаклях «Варвары», «Игроки» и «Тартюф»[5]

## Творчество

### Роли в театре

#### Малый театр
- 1994 — «Преступная мать, или Второй Тартюф» П. Бомарше. Режиссёр: Борис Морозов — Леон
- 1995 — «Царь Борис» А. К. Толстого. Режиссёр: Владимир Бейлис — Царевич Фёдор
- 1995 — «Царь Иоанн Грозный» А. К. Толстого. Режиссёр: Владимир Драгунов — Фёдор Иоаннович
- 1996 — «Снежная королева» Е. Шварца. Режиссёр: Виталий Иванов — Кай
- 1996 — «Чудаки» М. Горького. Режиссёр: Александр Коршунов — Вася Турицын
- 1998 — «Трудовой хлеб» А. Н. Островского. Режиссёр: Александр Коршунов — Павел Грунцов
- 1998 — «Король Густав Васа» А. Стриндберга. Режиссёр: А. Нордстрём — Якоб Израэль
- 1999 — «Сказка о царе Салтане» А. С. Пушкина. Режиссёр: Виталий Иванов — Кот Учёный
- 2000 — «Горе от ума» А. С. Грибоедова. Режиссёр: Сергей Женовач — Чацкий
- 2002 — «Корсиканка» И. Губач. Режиссёр: В. Г. Константинов — Попплтон
- 2002 — «Правда — хорошо, а счастье лучше» А. Н. Островского. Режиссёр: Сергей Женовач — Платон Зыбкин[6]
- 2004 — «Свадьба, свадьба, свадьба!». Режиссёр: Виталий Иванов — Ломов
- 2004 — Три сестры А. П. Чехова. Постановка Юрия Соломина — Тузенбах
- 2005 — «Мнимый больной» Ж.-Б. Мольер. Режиссёр Сергей Женовач — Клеант
- 2007 — «Дмитрий Самозванец и Василий Шуйский» А. Н. Островского. Режиссёр: Владимир Драгунов — Дмитрий Самозванец
- 2008 — «Дети солнца» М. Горького. Постановка Адольф Шапиро — Дмитрий Сергеевич Вагин
- 2012 г. Павел Сергеевич Щёткин, «Дети Ванюшина» С. А. Найдёнова, режиссёр В. Н. Иванов
- 2013 г. Иван Мизинчиков, «Село Степанчиково и его обитатели» Ф. М. Достоевского, режиссёр А. Яковлев
- 2013 г. Жиру, «Как обмануть государство» Л. Вернея и Ж. Берра, режиссёр В. Бейлис
- 2013 г. Виктор, «Последний идол» А. Г. Звягинцева, режиссёр В. Драгунов
- 2015 г. Константин Лукич Каркунов, «Сердце не камень» А. Н. Островского, режиссёр В. Н. Драгунов
- 2016 г. Ипполит, «Не всё коту масленица» А. Н. Островского, режиссёр В. Н. Иванов
- 2017 г. Шут, "Король Лир" У. Шекспира, режиссёр А. Яковлев
- 2017 г. Дулебов, «Таланты и поклонники» А. Н. Островского, режиссёр В. Н. Драгунов
- 2018 г. Тартюф, "Тартюф" Ж.-Б. Мольера, режиссёр В. Н. Драгунов
- 2019 г. Утешительный, "Игроки" Н. В. Гоголя, режиссёр В. Н. Драгунов

#### Театр «Центр драматургии и режиссуры» Алексея Казанцева и Михаила Рощина
- 2002 — «Смерть Тарелкина» А. В. Сухово-Кобылина. Режиссёр: Алексей Казанцев — Кандид Касторович Тарелкин, Сила Силич Копылов[7]

### Фильмография
- 1999 — Мама — Никита
- 2000 — Чудаки
- 2002 — Главные роли
- 2003 — Возвращение Мухтара — Эдуард
- 2005 — Влюблённый агент. Не оставляйте надежду, маэстро!
- 2005 — Правда — хорошо, а счастье лучше — Платон Зыбкин
- 2006 — Таксистка
- 2009 — Партия в бридж
- 2010 — Адвокатессы — Владимир Витрук
- 2010 — Явление природы
- 2010 — Важняк (Обвиняемый) — Макаров
- 2011 — Дом — Игорь
- 2011 — Метод Лавровой — Юрий Демидов, сотрудник исторического музея
- 2011 — Товарищи полицейские — Семён Морокин, предприниматель
- 2012 — Метод Фрейда — Каракаш, наставник
- 2013 — Красные горы — Дзига Вертов
- 2013 — Мама-детектив (12-я серия) — Лыков, заместитель Заборской
- 2013 — Найти мужа в большом городе — Андрей
- 2014 — Прощай, любимая! — Антон (Иона Малич), писатель, муж Дануты
- 2014 — Карпов. Третий сезон — Имиджмейкер
- 2014 — Наследие
- 2015 — Женская консультация (сериал)
- 2015 — Метод — Григорьев, майор милиции
- 2015 — Город — Макар Иванович Анохин, следователь из Ярославля
- 2016 — Ищейка — Иван Андреевич, психиатр
- 2016 — Игра. Реванш — Вадим Алексеевич, начальник колонии и шурин Грачёва
- 2017 — Налёт — полковник полиции Сотников
- 2017 — Спящие — Пётр Асмолов, оппозиционный журналист
- 2018 — Топор — капитан Бойко, военком
- 2019 — Чернов — Ярослав Попов, кинорежиссёр
- 2021 — Кукловод — психотерапевт
- 2021—2023 — Склифосовский — Михаил Ханин (с 8 сезона) с 157-й серии — кардиолог в отделении неотложной хирургии. Бывший муж Ани Ханиной (по 176 серию), отец Кристины. В 176 серии снова женился на бывшей жене Ане Ханиной.

### Озвучивание компьютерных игр
- 2007 — Pirates of the Caribbean: At World's End — Эдуардо Вильянуэва
- 2007 — Доллар. Криминальная полиция — Крис дель Монте
- 2007 — Mass Effect — Гаррус Вакариан
- 2008 — Turok — Фостер
- 2008 — Sins of a Solar Empire
- 2009 — Divinity II: Ego Draconis